# Bisdom Calicut
Het bisdom Calicut (Latijn: Dioecesis Calicutensis) is een rooms-katholiek bisdom met als zetel Kozhikode (voorheen Calicut), in India. Het bisdom is suffragaan aan het aartsbisdom Verapoly. 

## Geschiedenis
Het bisdom werd opgericht op 12 juni 1923, uit delen van de bisdommen Coimbatore, Mangalore en Mysore, en was suffragaan aan het aartsbisdom Bombay. Op 19 september 1953 wisselde het van kerkprovincie en werd suffragaan aan het aartsbisdom Verapoly. 

## Parochies
Het bisdom had in 2021 een oppervlakte van 8.036 km2 en telde 8.064.735 inwoners waarvan 0,5% rooms-katholiek was.

## Bisschoppen
- Paolo Carlo Perini (12 juni 1923 - 28 juni 1932)
- Leone Proserpio (2 december 1937 - 8 september 1945)
- Aldo Maria Patroni (8 april 1948 - 7 juni 1980)
- Maxwell Valentine Noronha (7 juni 1980 - 19 april 2002)
- Joseph Kalathiparambil (19 april 2002 - 22 februari 2011)
- Varghese Chakkalakal (15 mei 2012 - heden)

## Galerij van afbeeldingen

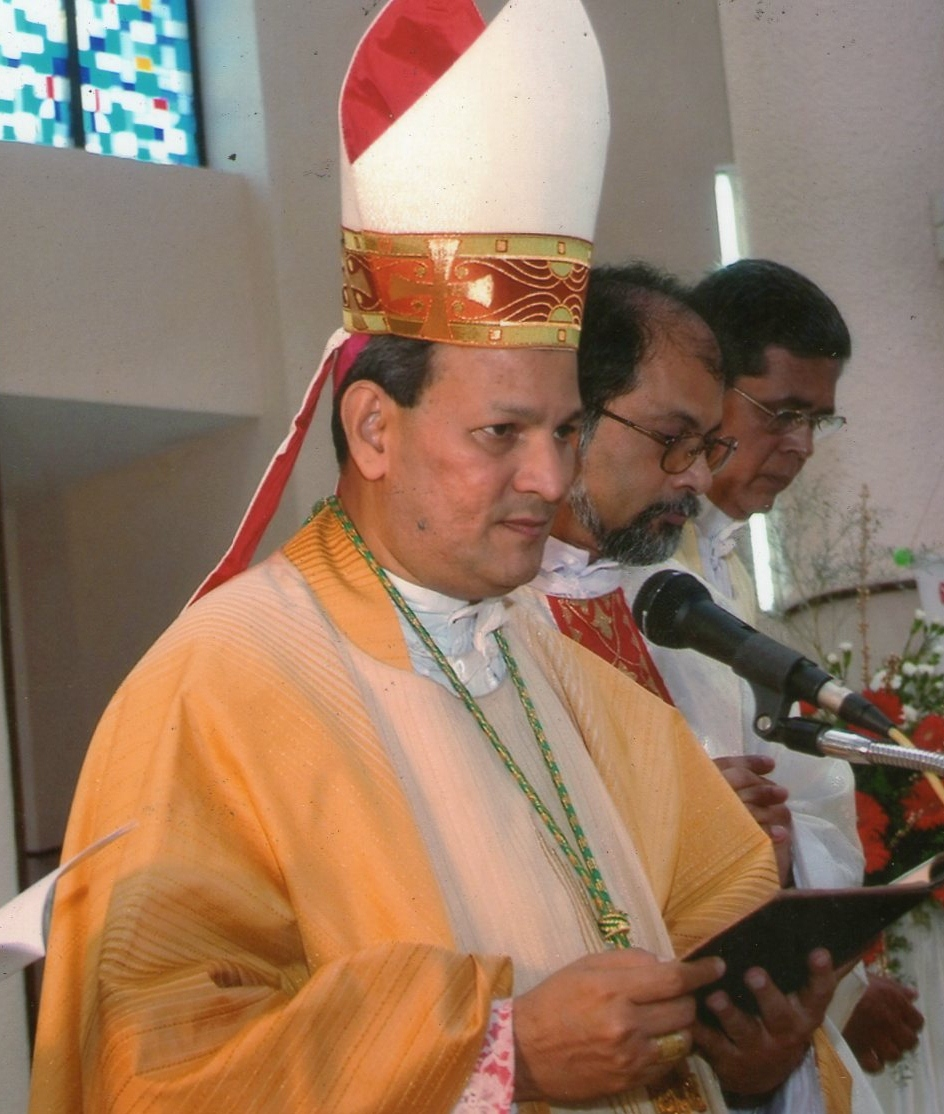
Bisschop Joseph Kalathiparambil (2002-2011)

Verapoly (aartsbisdom) · Calicut · Cochin · Kannur · Kottapuram · Sultanpet · Vijayapuram